# Sâmburești (gmina)
Sâmburești – gmina w Rumunii, w okręgu Aluta. Obejmuje miejscowości Cerbeni, Ionicești, Lăunele, Mănulești, Sâmburești, Stănuleasa i Tonești. W 2011 roku liczyła 116 mieszkańców.